# Stanislav Volák
Stanislav Volák, né le 30 septembre 1947 à Domažlice, est un psychologue, enseignant et homme politique tchèque, anciennement membre de l'Union de la liberté – Union démocratique.